# 2008年カナダグランプリ
2008年カナダグランプリは、2008年F1世界選手権第7戦として、2008年6月6日から6月8日にモントリオールで開催される。正式名称はFORMULA1-Grand Prix du Canada 2008

## 予選

### 結果
| 順位 | No | ドライバー               | コンストラクター                 | Q1       | Q2       | Q3       | グリッド |
| ---- | -- | ------------------------ | -------------------------------- | -------- | -------- | -------- | -------- |
| 1    | 22 | ルイス・ハミルトン       | マクラーレン・メルセデス         | 1'16.909 | 1'17.034 | 1'17.886 | 1        |
| 2    | 4  | ロバート・クビサ         | BMWザウバー                      | 1'17.471 | 1'17.679 | 1'18.498 | 2        |
| 3    | 1  | キミ・ライコネン         | フェラーリ                       | 1'17.301 | 1'17.364 | 1'18.735 | 3        |
| 4    | 5  | フェルナンド・アロンソ   | ルノー                           | 1'17.415 | 1'17.488 | 1'18.746 | 4        |
| 5    | 7  | ニコ・ロズベルグ         | ウィリアムズ・トヨタ             | 1'17.991 | 1'17.891 | 1'18.844 | 5        |
| 6    | 2  | フェリペ・マッサ         | フェラーリ                       | 1'17.231 | 1'17.353 | 1'19.048 | 6        |
| 7    | 23 | ヘイッキ・コバライネン   | マクラーレン・メルセデス         | 1'17.287 | 1'17.684 | 1'19.089 | 7        |
| 8    | 3  | ニック・ハイドフェルド   | BMWザウバー                      | 1'18.082 | 1'17.781 | 1'19.633 | 8        |
| 9    | 17 | ルーベンス・バリチェロ   | ホンダ                           | 1'18.256 | 1'18.020 | 1'20.848 | 9        |
| 10   | 10 | マーク・ウェバー         | レッドブル・ルノー               | 1'17.582 | 1'17.523 | No time  | 10       |
| 11   | 12 | ティモ・グロック         | トヨタ                           | 1'18.321 | 1'18.031 |          | 11       |
| 12   | 8  | 中嶋一貴                 | ウィリアムズ・トヨタ             | 1'17.638 | 1'18.062 | 12       |          |
| 13   | 9  | デビッド・クルサード     | レッドブル・ルノー               | 1'18.168 | 1'18.238 | 13       |          |
| 14   | 11 | ヤルノ・トゥルーリ       | トヨタ                           | 1'18.039 | 1'18.327 | 14       |          |
| 15   | 6  | ネルソン・ピケJr.        | ルノー                           | 1'18.505 | 1'18.393 | 15       |          |
| 16   | 14 | セバスチャン・ブルデー   | トロ・ロッソ・フェラーリ         | 1'18.916 |          | 18       |          |
| 17   | 20 | エイドリアン・スーティル | フォース・インディア・フェラーリ | 1'19.108 | 16       |          |          |
| 18   | 21 | ジャンカルロ・フィジケラ | フォース・インディア・フェラーリ | 1'19.165 | 17       |          |          |
| 19   | 16 | ジェンソン・バトン       | ホンダ                           | 1'23.565 | 19       |          |          |
| 20   | 15 | セバスチャン・ベッテル   | トロ・ロッソ・フェラーリ         | No time  | 20       |          |          |

- Car No.14はギアボックスを交換したため5グリッド降格ペナルティ

## 決勝
- Car No.15,16はピットレーンスタートを選択

### 展開
スタートではルイス・ハミルトンが首位をキープした。その後は淡々とレースが進むが、エイドリアン・スーティルがマシンをコース脇に寄せてリタイヤする。そのマシンの処理に手間取ったため、セーフティカーが入る。このセーフティカーがレースを大きく左右することになった。
19周目にピットレーンがオープンになると、ハミルトン、クビサ、ライコネン、マッサ、アロンソらの上位陣が一斉にピットイン。しかしピットの出口の信号は赤で、ピットレーンに各車が停止していたが、停止していたライコネンにハミルトンが追突。さらにロズベルグも追突し、これによってライコネンとハミルトンがリタイヤした。マッサはピットインしたものの給油が上手くいかず再度のピットインを強いられ、最下位に転落した。
首位は1ストップ作戦のハイドフェルドで、バリチェロも遅いホンダのマシンで首位を走行した。全てのクルマがピットインを行うと、BMWが1-2体制をキープ。アロンソがハイドフェルドを執拗に追いかけたが、結局は自身がスピンして自滅した。
クビサは念願のF1初勝利、BMWザウバーチームにとっても初勝利を1-2フィニッシュで決めた。結果的には現在のところ、両者ともにこれが唯一の勝利となってしまった。クビサはこの時点でドライバーズチャンピオンシップ首位につけた。
デビッド・クルサードは今シーズンの初入賞を表彰台で決めたが、結局この表彰台が自身最後の表彰台になった。
フェリペ・マッサは最後尾からよく追い上げ、ヘイキ・コバライネンとバリチェロを同時にオーバーテイクするという見せ場も作った。ドライバーズチャンピオンシップも、このレース無得点に終わったルイス・ハミルトンを脅かすような位置につけた。バリチェロはマッサのオーバーテイクを許したり、コースオフを喫したものの、遅いホンダのクルマで7位まで踏みとどまり、モナコに続くポイント獲得を果たした。ピットスタートのセバスチャン・ベッテルも検討し8位でフィニッシュ、最後までマクラーレンのクルマを抑えた。
レース後、ハミルトンとロズベルグには次戦フランスGPで10グリッド降格のペナルティが下った。
| 順位 | No | ドライバー               | コンストラクター                 | 周回 | タイム／リタイヤ | グリッド | ポイント |
| ---- | -- | ------------------------ | -------------------------------- | ---- | ---------------- | -------- | -------- |
| 1    | 4  | ロバート・クビサ         | BMWザウバー                      | 70   | 1:36'24.447      | 2        | 10       |
| 2    | 3  | ニック・ハイドフェルド   | BMWザウバー                      | 70   | +16.495          | 8        | 8        |
| 3    | 9  | デビッド・クルサード     | レッドブル・ルノー               | 70   | +23.352          | 13       | 6        |
| 4    | 12 | ティモ・グロック         | トヨタ                           | 70   | +42.627          | 11       | 5        |
| 5    | 2  | フェリペ・マッサ         | フェラーリ                       | 70   | +43.934          | 6        | 4        |
| 6    | 11 | ヤルノ・トゥルーリ       | トヨタ                           | 70   | +47.775          | 14       | 3        |
| 7    | 17 | ルーベンス・バリチェロ   | ホンダ                           | 70   | +53.597          | 9        | 2        |
| 8    | 15 | セバスチャン・ベッテル   | トロ・ロッソ・フェラーリ         | 70   | +54.120          | Pit      | 1        |
| 9    | 23 | ヘイッキ・コバライネン   | マクラーレン・メルセデス         | 70   | +54.433          | 7        |          |
| 10   | 7  | ニコ・ロズベルグ         | ウィリアムズ・トヨタ             | 70   | +54.749          | 5        |          |
| 11   | 16 | ジェンソン・バトン       | ホンダ                           | 70   | +1'07.540        | Pit      |          |
| 12   | 10 | マーク・ウェバー         | レッドブル・ルノー               | 70   | +1'11.299        | 10       |          |
| 13   | 14 | セバスチャン・ブルデー   | トロ・ロッソ・フェラーリ         | 69   | +1 Lap           | 18       |          |
| Ret  | 21 | ジャンカルロ・フィジケラ | フォース・インディア・フェラーリ | 51   | アクシデント     | 17       |          |
| Ret  | 8  | 中嶋一貴                 | ウィリアムズ・トヨタ             | 46   | アクシデント     | 12       |          |
| Ret  | 5  | フェルナンド・アロンソ   | ルノー                           | 44   | アクシデント     | 4        |          |
| Ret  | 6  | ネルソン・ピケJr.        | ルノー                           | 43   | ブレーキ         | 15       |          |
| Ret  | 1  | キミ・ライコネン         | フェラーリ                       | 19   | アクシデント     | 3        |          |
| Ret  | 22 | ルイス・ハミルトン       | マクラーレン・メルセデス         | 19   | アクシデント     | 1        |          |
| Ret  | 20 | エイドリアン・スーティル | フォース・インディア・フェラーリ | 13   | ギアボックス     | 16       |          |